# Mediathek André-Malraux in Straßburg
Die Mediathek André-Malraux ist die größte öffentliche Bibliothek Im Osten Frankreichs. Sie befindet sich in Straßburg im Elsass.

## Lage

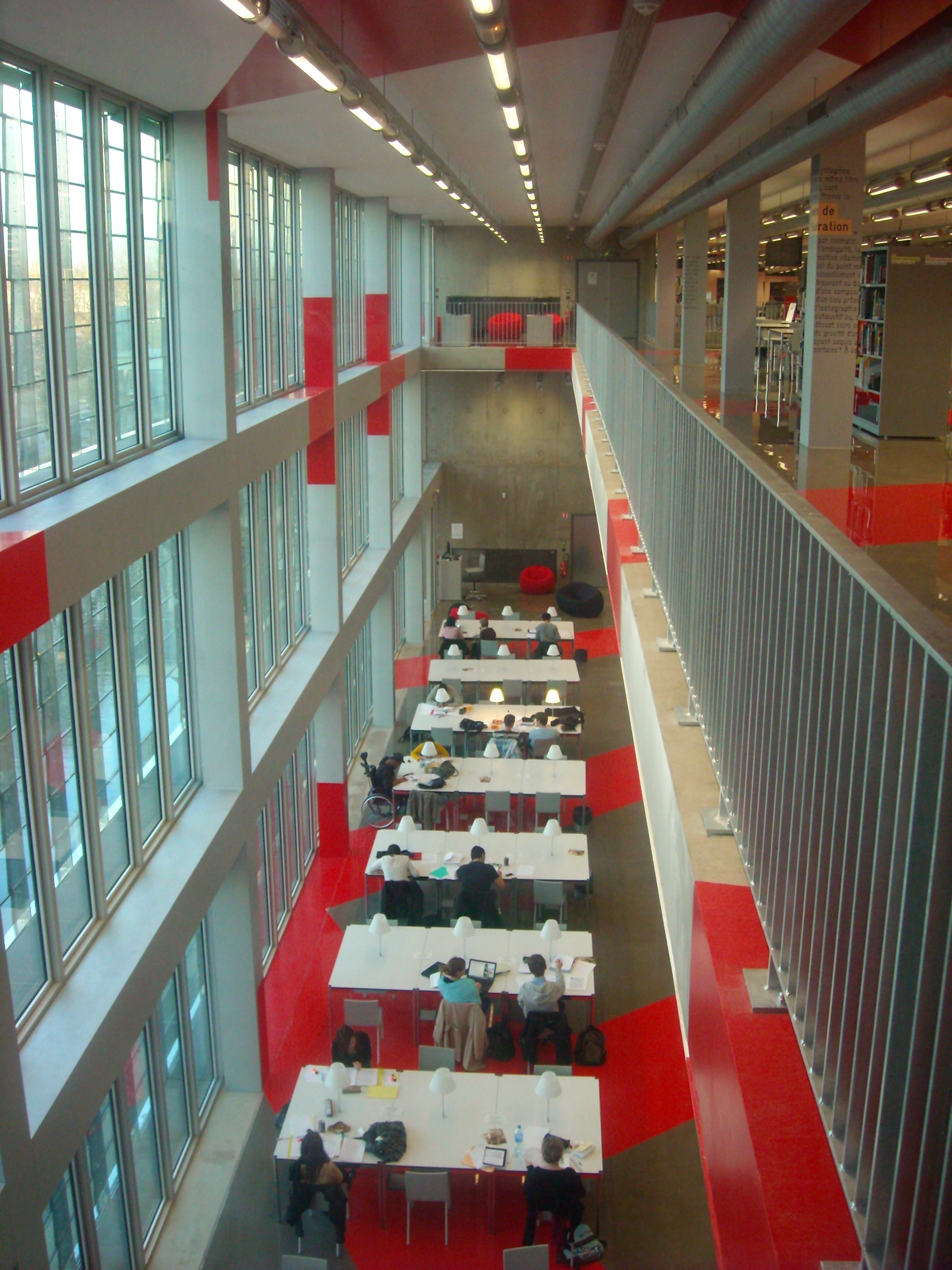
Einer der Lese- und Arbeitssäle der Bibliothek

Die 2008 eröffnete Mediathek befindet sich auf der Halbinsel Malraux, am Rande des Austerlitzer Beckens, nahe dem Place de l' Étoile. Sie erhebt sich gegenüber dem Einkaufszentrum Rivétoile, das im gleichen Jahr eröffnet wurde. Der neue Stadtteil Neudorf ist Teil des umfangreichen städtebaulichen Projekts Deux Rives, das die Anbindung des Heyritz-Viertels an das Industriegebiet Port du Rhin zum Ziel hatte.

## Gelände
Die Mediathek befindet sich in einem ehemaligen Getreidespeicher im Hafengelände, der in den 1930er Jahren gebaut und im Jahr 2000 stillgelegt wurde. Die Umschlagkrane sind erhalten. Das Gebäude hat nach der Verlängerung durch eine Glas-Stahl-Konstruktion eine Länge von 135 m und eine Höhe von 35 m.
Die Planungen zur Mediathek wurde von Robert Grossmann, ehemaliger Präsident der Stadtgemeinde Straßburg, initiiert. Das Projekt startete 2006 und dauerte zwei Jahre, es kostete insgesamt 64,5 Millionen Euro.
Das Sanierungsprojekt wurde von den Architekten Jean-Marc Ibos und Myrto Vitart realisiert. Es ist eine der 28 Bibliotheken und Mediatheken der Stadtgemeinde Straßburg. Sie wurde am 19. September 2008 vom Bürgermeister Straßburgs Roland Ries (PS) eingeweiht. Mit 11.800 m² und 160.000 Dokumenten auf einer Fläche von rund 20 km Regallänge gilt sie als die größte öffentliche Bibliothek Ostfrankreichs.
Fünf der sechs Etagen der Mediathek sind für die Öffentlichkeit zugänglich. Es arbeiten 120 Mitarbeiter im Haus.